# Cerkiew i monaster Zaśnięcia Najświętszej Marii Panny w Warszawie

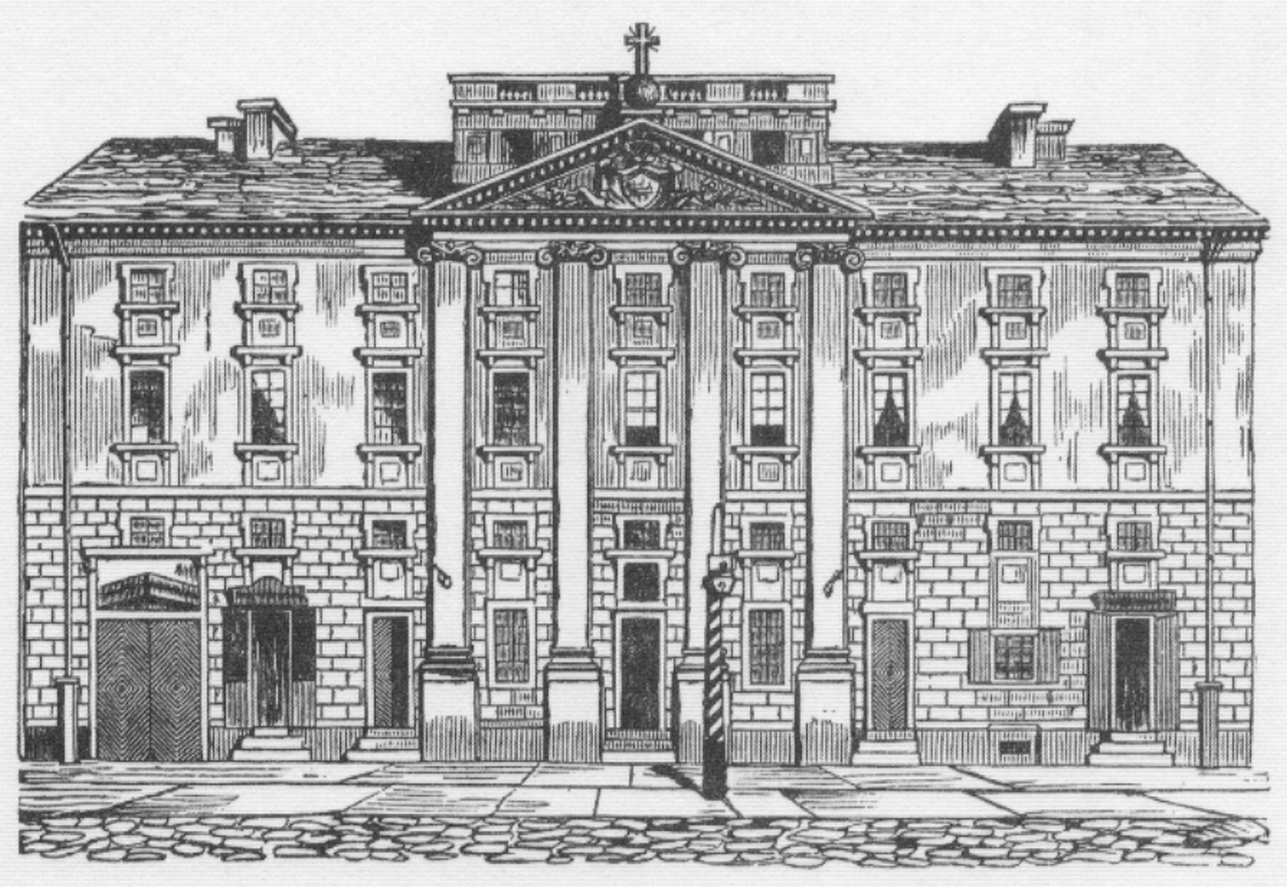
Świątynia na drzeworycie Michała Starkmana (ok. 1855)

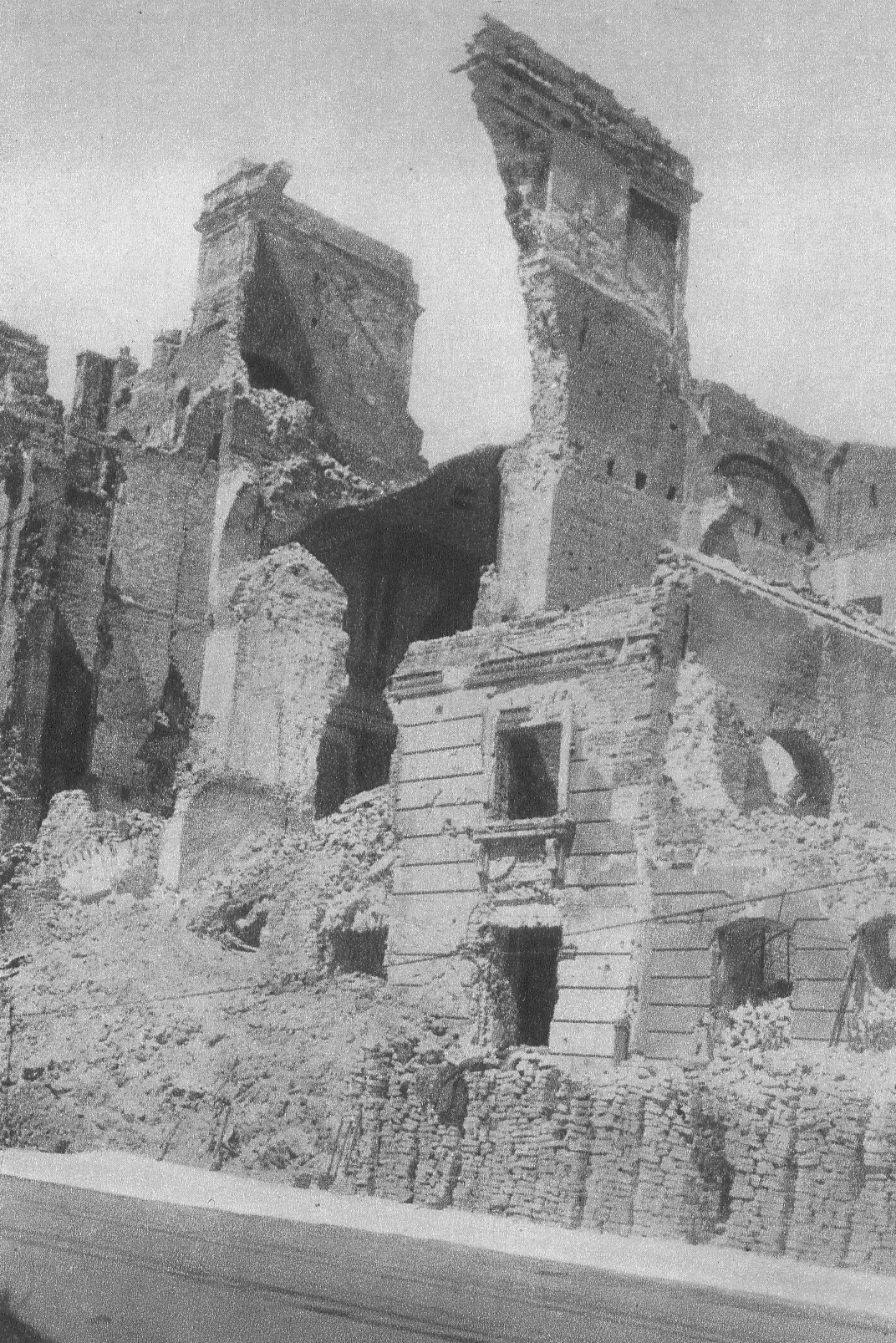
Świątynia w 1945 roku

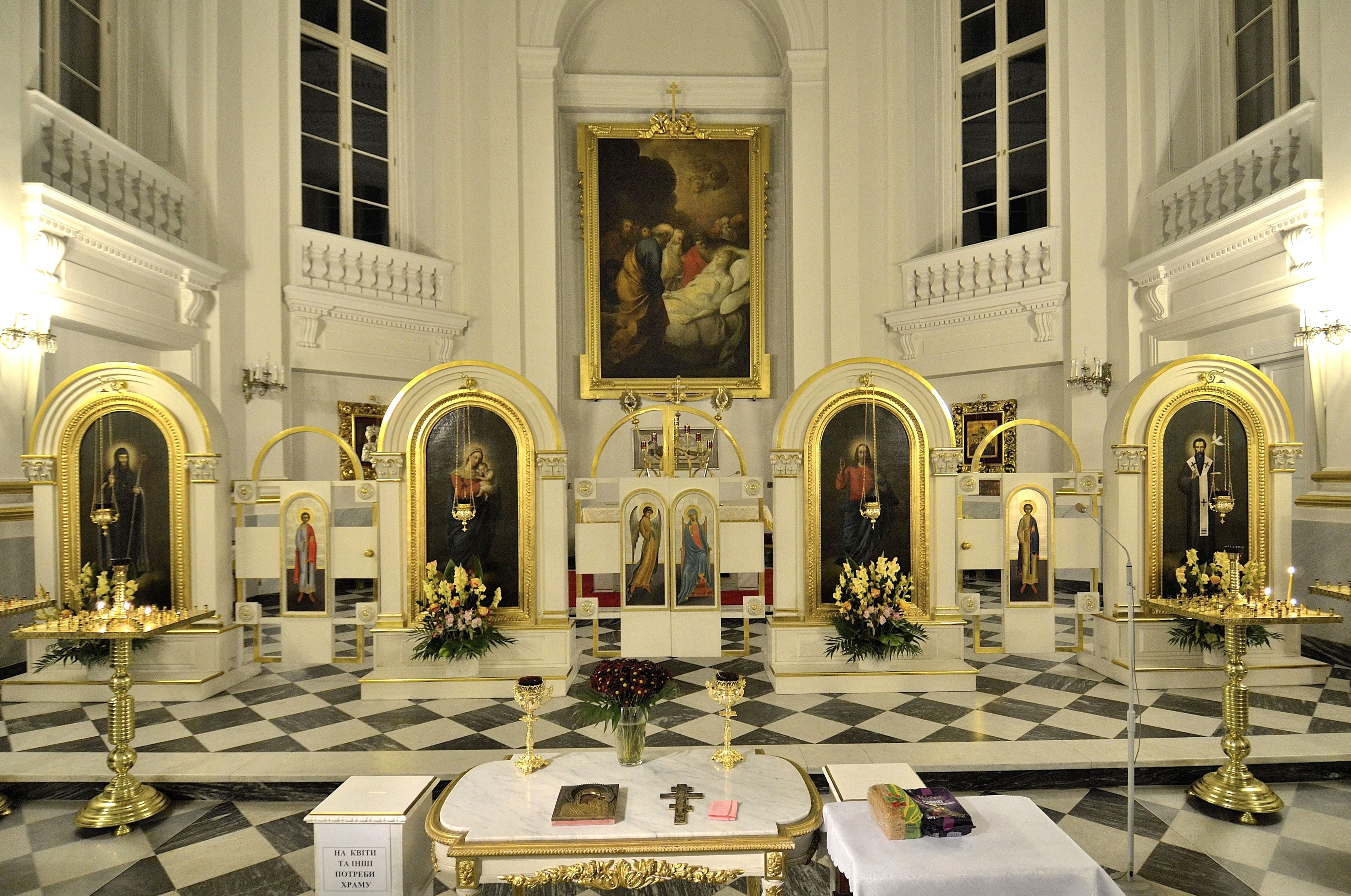
Wnętrze świątyni (2015)

Cerkiew i monaster Zaśnięcia Najświętszej Bogurodzicy i św. Jozafata biskupa i męczennika w Warszawie – cerkiew greckokatolicka oraz monaster ojców bazylianów znajdująca się w Warszawie, przy ulicy Miodowej 16.

## Historia
Bazylianie przybyli do Warszawy w 1721 z Monasteru Zwiastowania Najświętszej Marii Panny w Supraślu, ówcześnie unickiego. Początkowo zamieszkiwali przy ulicy Podwale. Uroczystość wprowadzenia bractwa św. Onufrego do pałacu metropolity ruskiego odbyła się 22 czerwca 1745, bractwo wprowadzał ks. Załuski – referendarz koronny a uczestniczyła kapituła kościoła św. Jana, kler miasta i magistrat. Protektorem zakonu był król August III Sas, który ok. 1760 nadał bazylianom działkę przy ul. Miodowej 16, na której początkowo zbudowali oni skromną kaplicę. Inne źródła budowę klasztoru opisują odmiennie. Sejm delegacyjny tzw. „repninowski” w 1768, uchwalając prawa kardynalne, umożliwił bazylianom założenie fundacji (kupienie dóbr za 200 000 złp.) i budowę klasztoru na placu królewskim w Ujazdowie („po za Nowym-Światem po prawej stronie ulicy na samym początku alei”). Pieniądze na fundację dał król i sami bazylianie. Zarządzający nią ks. Komarkiewicz z Supraśla robił to nieudolnie i praktycznie udało mu się zaledwie w ciągu kilku lat wybudować tylko fundamenty. Wraz z jego śmiercią upadła fundacja, a król plac odebrał. Dopiero biskup Smogorzewski, na swoim placu leżącym pomiędzy ulicami Podwale i Miodową, z własnych funduszy postanowił wybudować unicką cerkiew i klasztor. 

Zaprosił na uroczystość położenia fundamentów, lubo sam nie był na niej ksiądz metropolita, wyższe duchowieństwo koronne. Kamień poświęcił nuncyjusz, król zaś po kilka razy nakrył go wapnem, przyrównał kielnią i młotkiem uderzył (12 maja] 1781). Podług zwyczaju oprócz relikwij zamurowano w fundamentach kościoła wielki medal Stanisława Augusta, na którym z jednej strony była twarz Najświętszej Panny, a z drugiej herb i napis: „Pro fide lege et rege”, dalej pięć rzymskich monet Piusa VI i wszystkie ówczesne monety polskie, napis zaś na kamieniu był następujący: „Ad Rutheno-Catholicae Ecclesiae Incrementum et Decus Stanislaus Augustus Rex Poloniae M.D.L. hune primum lapidem feliciter posuit. Joan. Andr. Archetti, Archi-Episcop. Chalcedon. Nun. Apostol. Solenniter consecravit. A.D. MDCCLXXXI IV Idus Majas”... Król oglądał plan cerkwi i klasztoru i bardzo był kontent z budowli, więc bazylianów i wielu świeckich do ucałowania ręki przypuścił

Budynek, w jakim zamieszkali, został wzniesiony w latach 1782–1784 z fundacji unickiego metropolity kijowsko-wileńskiego Jazona Smogorzewskiego. Projekt obiektu wykonał architekt Dominik Merlini.
Poświęcenie cerkwi odbyło się 25 sierpnia 1784 r. we środę przed samą uroczystością Wniebowzięcia podług ruskiego kalendarza: nazajutrz pierwszy raz odprawiono tutaj nabożeństwo.
Pod zaborem rosyjskim klasztor został zlikwidowany w 1872, zaś cerkiew zamieniona w świątynię prawosławną w jurysdykcji patriarchy Moskwy w 1875 (jako ostatnia na terenie zaboru, w ramach likwidacji unickiej diecezji chełmskiej). Był to najdłużej działający w Imperium Rosyjskim klasztor bazyliański. Po odzyskaniu niepodległości przez Polskę monaster w 1929 zwrócony jego pierwszym właścicielom, którzy początkowo zamieszkiwali jedynie część budynku. W 1932 cerkiew przyjęła rolę parafialnej, a w cztery lata później bazylianie odzyskali cały obiekt.
Cerkiew uległa całkowitemu zniszczeniu podczas powstania warszawskiego. Została odbudowana w latach 1946–1949 według projektu J. Grudzińskiego. Po II wojnie światowej warszawski klasztor był jedynym legalnie działającym klasztorem bazyliańskim w Europie Środkowo-Wschodniej. 
W świątyni dwukrotnie gościł papież Jan Paweł II: 14 czerwca 1987 pojawił się tu wcześniej niezapowiedziany ze względów politycznych, zastając jedynie przełożoną prowincjalną sióstr służebniczek ukraińskich i dwóch zakonników, papież pozdrowił ich słowami: Sława Isusu Chrystu i ucałował ikonę znajdującą się pośrodku cerkwi. 11 czerwca 1999 spotkał się z hierarchami i wiernymi greckokatolickimi.
Cerkiew jest konkatedrą archieparchii przemysko-warszawskiej. Obecnie jest jedyną cerkwią greckokatolicką w Warszawie. W przeszłości odprawiano tu również nabożeństwa w obrządku rzymskokatolickim.

## Architektura i wnętrze
Cerkiew i monaster są częścią ciągłej zabudowy ulicy Miodowej i w związku z tym nie mogły w swoim wyglądzie zewnętrznym przybrać form charakterystycznych dla wschodniej architektury sakralnej. Dominik Merlini zaprojektował zamiast tego budynek w stylu klasycystycznym. Ma on trzy kondygnacje, pomieszczenie przeznaczone na miejsce kultu oraz część mieszkalna znajdują się w jednym obiekcie, jednak prowadzą do nich odrębne wejścia.
Klasycystyczna fasada budynku jest rozczłonkowana czterema jońskimi pilastrami, zwieńczonymi tympanonem z wyrzeźbionym poniżej motywem Oka Opatrzności. W najwyższym punkcie tympanonu znajduje się krzyż. Pomiędzy pilastrami położone są rzędy prostokątnych, ozdobnie obramowanych okien, największych na drugiej kondygnacji budynku. Tak skonstruowana elewacja budynku była świadomym nawiązaniem do osiemnastowiecznej architektury pałacowej.
Przedsionek oraz nawa cerkwi monasteru zajmowały centralną część budynku. Ściany i posadzka cerkwi zostały wyłożone marmurem. W części ołtarzowej znajduje się obraz Franciszka Smuglewicza Zaśnięcie Najświętszej Maryi Panny, na ścianach bocznych wizerunki św. Onufrego i św. Bazylego pędzla tego samego autora.

Kościółek mały, ale pięknie się wewnątrz przystroił. Smuglewicz, który tylko co przyjechał z Rzymu, dał do niego trzy najcelniejsze swoje obrazy: jeden wystawiał samo Wniebowzięcie Boga-Rodzicy wśród otaczających ją dwunastu apostołów, drugi cudowne przerażenie cesarza Walensa na widok ś-go Bazylego arcy-biskupa Cezarei, w chwili gdy podczas ofiary Pańskiej z orszakiem zbrojnych przyszedł wypędzić kapłany z kościoła; trzeci zaś wystawiał ś-go Onufrego, kiedy go na puszczy ś-ty Pafnucy znajduje

Autorem obrazów Madonna z Dzieciątkiem, Ostatnia Wieczerza i Chrystus (wszystkie z 1842) był Bonawentura Dąbrowski.
W świątyni znajduje się tablica upamiętniająca ofiary akcji „Wisła”.